# (85196) Halle
(85196) Halle est un astéroïde de la ceinture principale.

## Description
(85196) Halle est un astéroïde de la ceinture principale. Il fut découvert le 4 octobre 1991 à Tautenburg par Freimut Börngen et Lutz Dieter Schmadel. Il présente une orbite caractérisée par un demi-grand axe de 2,67 UA, une excentricité de 0,24 et une inclinaison de 12,2° par rapport à l'écliptique.